# The Amazing Race 31
The Amazing Race 31 mùa thứ 31 của chương trình truyền hình thực tế The Amazing Race. Chương trình bao gồm 11 đội đua 2 người trong cuộc hành trình vòng quanh thế giới cho giải thưởng 1 triệu đô la Mỹ.

## Sản xuất và quay phim

### Phát triển
Vào ngày 10 tháng 6 năm 2018, chương trình đã thông báo trên mạng xã hội rằng cuộc đua mùa này đã bắt đầu ghi hình. Ngày 3/7/2018, chương trình kết thúc quay phim tại Detroit, trong đó có một màn trình diễn ca khúc "Seven Nation Army" của The White Stripes mà ban đầu được dự định đặt tại công viên Belle Isle. Tuy nhiên, lời đề nghị đã bị từ chối. Điều này đánh dấu lần đầu tiên cuộc đua đặt chân tới Detroit.

## Kết quả (phỏng đoán)
|                   | Quan hệ       | Tên đội | Thứ hạng (theo chặng) | Thứ hạng (theo chặng) | Thứ hạng (theo chặng) | Thứ hạng (theo chặng) | Thứ hạng (theo chặng) | Thứ hạng (theo chặng) | Thứ hạng (theo chặng) | Thứ hạng (theo chặng) | Thứ hạng (theo chặng) | Thứ hạng (theo chặng) | Thứ hạng (theo chặng) | Thứ hạng (theo chặng) | Vượt rào |
| 1                 | Quan hệ       | Tên đội | 2                     | 3                     | 4                     | 5                     | 6                     | 7                     | 8                     | 9                     | 10                    | 11                    | 12                    |                       | Vượt rào |
| ----------------- | ------------- | ------- | --------------------- | --------------------- | --------------------- | --------------------- | --------------------- | --------------------- | --------------------- | --------------------- | --------------------- | --------------------- | --------------------- | --------------------- | -------- |
| Collin & Christie | Vợ chồng      | (6)     | 2                     | 5                     | 1                     | 2⊃                    | 6 1                   | 3                     | 2                     | 1                     | 4                     | 3                     | 1                     | 1                     | 7-7      |
| Tyler & Korey     | Youtuber      | (2)     | 3                     | 1                     | 8                     | 1⋑                    | 2 2                   | 6                     | 1ƒ                    | 2                     | 3                     | 1                     | 3                     | 2                     | 7-7      |
| Leo & Jamal       | Anh em        | (9)     | 1                     | 8                     | 3ə                    | 7                     | 4 6                   | 5                     | 4                     | 5                     | 2⋑                    | 2                     | 4                     | 3                     | 7-7      |
| Nicole & Victor   | Đính hôn      | (4)     | 6                     | 7                     | 2                     | 6                     | 5 5                   | 1                     | 5                     | 4                     | 1⊃                    | 4                     | 2                     | 4                     | 6-7      |
| Becca & Floyd     | Bạn thân      | (1)     | 5                     | 2                     | 7                     | 3⊂ε                   | 1 3                   | 2                     | 3                     | 3                     | 5⊂                    |                       |                       |                       | 5-5      |
| Chris & Bret      | Bạn thân      | (10)    | 7                     | 4                     | 5                     | 5                     | 3 4                   | 4                     | 6                     |                       |                       |                       |                       |                       | 3-5      |
| Rachel & Elissa   | Chị em        | (8)     | 4                     | 9                     | 6                     | 4                     | 7 7                   |                       |                       |                       |                       |                       |                       |                       | 4-3      |
| Janelle & Britney | Vận Động Viên | (3)     | 8                     | 3                     | 4                     | 8⋐                    |                       |                       |                       |                       |                       |                       |                       |                       | 1-3      |
| Corinne & Eliza   | Bạn bè        | (7)     | 9                     | 6                     | 9                     |                       |                       |                       |                       |                       |                       |                       |                       |                       | 2-1      |
| Rupert & Laura    | Bác Sĩ        | (11)    | 10                    | 10                    |                       |                       |                       |                       |                       |                       |                       |                       |                       |                       | 1-1      |
| Art & JJ          | Phi Công      | (5)     | 111                   |                       |                       |                       |                       |                       |                       |                       |                       |                       |                       |                       | 0-1      |

- Chữ đỏ thể hiện các đội đã bị loại khỏi cuộc đua.
- Chữ xanh chỉ đội về cuối trong 1 chặng không loại và phải thực hiện Speed Bump/Giảm Tốc trong chặng sau.
- Chữ ƒ màu xanh biểu thị đội giành được Fast Forward. Chặng đua cchữ ƒ màu xanhó biểu thị chặng này không có đội nào giành được Fast Forward.
- Dấu gạch chân thể hiện sẽ không có thời gian nghỉ tại Trạm Dừng và tất cả các đội sẽ phải tiếp tục chặng đua. Đội về nhất Trạm Dừng đó sẽ vẫn nhận được một phần thưởng. Ngoài ra, sẽ không có đội nào bị loại khỏi cuộc đua vào cuối chặng, nhưng vào bất cứ thử thách nào của chặng kế tiếp, sẽ có một đội bị loại giữa chừng.
- Dấu ⊃ hoặc Dấu ⋑ chỉ các đội sử dụng Rào cản hoặc Rào cản Kép; Dấu ⊂ hoặc Dấu ⋐ chỉ các đội bị Rào cản/Rào cản Kép tác động; ⊂⋑ chỉ các đội bị Rào cản/Rào cản Kép tác dộng nhưng lại dùng Rào cản/Rào cản Kép lên đội khác; ⊂ và ⋑ xung quanh số chặng chỉ chặng đó có Rào cản/Rào cản kép nhưng không đội nào sử dụng.

1. ^  Art & JJ chịu phạt 4 tiếng sau khi Art bỏ thực hiện thử thách Vượt rào thứ hai. Rupert & Laura, đội duy nhất còn lại, đã hoàn thành Vượt rào thứ hai và về đích trong thời gian phạt, loại bỏ Art & JJ.

## Sơ lược cuộc đua

### Chặng 1 (Hoa Kỳ → Nhật Bản)
- Hoa Kỳ
- Nhật Bản [3]

### Các chặng trong tương lai
- Hà Lan [4]
  - Giethoorn
  - Kampen (New Toren)
- Hoa Kỳ 
  - Detroit, Michigan (Guardian Building)
  - Detroit (The Spirit of Detroit)
  - Detroit (Heidelberg Project)
  - Detroit (Third Man Records)
  - Detroit (Philip A. Hart Plaza)
- Việt Nam 
  - Thành phố Hồ Chí Minh